# Richard Marsh (baron Marsh)
Pour les articles homonymes, voir Richard Marsh (homonymie) et Marsh.
Richard William Marsh, baron Marsh, (14 mars 1928 - 29 juillet 2011), est un homme politique britannique et un dirigeant d'entreprise,.

## Jeunesse
Il est le fils de William Marsh, un ouvrier de fonderie de Belvedere dans le sud-est de Londres. Son père travaille ensuite pour le Great Western Railway et la famille déménage à Swindon. Il fait ses études à Jennings Street Secondary School, Swindon, Woolwich Polytechnic et Ruskin College, Oxford. Il travaille d'abord pour le Syndicat national des employés publics de 1951 à 1959, période pendant laquelle il siège au Conseil administratif de Whitley pour le Service national de la santé.

## Carrière politique
Après s'être présenté sans succès à Hertford en 1951, Marsh est élu député travailliste pour Greenwich en 1959.
En tant que député d'arrière-ban, il propose un projet de loi d'initiative parlementaire en 1960 qui, malgré l'opposition du gouvernement, devient la loi sur les bureaux, les magasins et les locaux des chemins de fer, un équivalent col blanc de la loi sur les usines et le précurseur de la loi sur la santé et la sécurité au travail .
Lorsque le parti travailliste arrive au pouvoir en 1964, il devient secrétaire parlementaire au ministère du Travail, puis, en 1965, au nouveau ministère de la Technologie.
Il sert dans le deuxième gouvernement Wilson comme ministre de l'Énergie (1966-1968). Le 22 avril 1966, en tant que ministre de l'Énergie, il inaugure officiellement la nouvelle centrale nucléaire de Hinkley Point A,. Il pilote la législation pour la nationalisation de l'industrie sidérurgique.
Par la suite, il siège au Cabinet en tant que ministre des Transports (1968-1969),. Lorsqu'il est nommé au ministère des Transports, il fait savoir que (contrairement à Barbara Castle, son prédécesseur à ce poste) il est un automobiliste.

## Président de British Rail
Il quitte la Chambre des communes en 1971 pour devenir président du British Railways Board, poste qu'il occupe jusqu'en 1976. En quittant British Rail, il est fait chevalier et devient président de la Newspaper Publishers 'Association (NPA). Il est le premier président du NPA à venir de l'extérieur de l'industrie, et sert jusqu'en 1990. Il est aussi président du British Iron and Steel Consumers 'Council de 1977 à 1982 et d'Allied Investments Ltd de 1977 à 1981. Il est également membre de plusieurs quangoes et occupe des postes d'administrateur dans plusieurs sociétés privées et a été président de TV-am en 1983–84.

## Ralliement aux conservateurs
En 1978, il annonce qu'il est un partisan de Margaret Thatcher, qui a été son homologue fantôme lorsqu'il était ministre des Transports, et avait l'intention de voter conservateur aux élections générales, tenues en 1979.
Thatcher remporte l'élection et le créé pair à vie en tant que baron Marsh, de Mannington dans le comté de Wiltshire le 15 juillet 1981. Il siège ensuite à la Chambre des lords en tant que crossbencher.

## Vie privée
En 1975, la seconde épouse de Marsh, Caroline, est décédée dans un accident de la route en Espagne dans lequel l'épouse du diffuseur David Jacobs a également perdu la vie; Marsh et Jacobs ont tous deux survécu à l'accident,.
Il est décédé en 2011 à Londres à l'âge de 83 ans.